# Упино
 Упино — деревня в Смоленской области России, в Хиславичском районе. Расположена в юго-западной части области в 7,5 км к северо-западу от Хиславичей, у автодороги Хиславичи — Монастырщина, на берегу реки Упинки.
Население — 224 жителя (2007 год). Административный центр Упинского сельского поселения.

## История
В своё время поглотила соседнюю деревню Добрянка.
До 1929 года входила в Хиславичскую волость. С 1929 года в Упине находится управление Упинского сельсовета Хиславичского района, в 2000-х годах переименованного в Упинское сельское поселение.

## Известные люди
В деревне родился Герой Советского Союза Сергеенков Н. С. — штурман эскадрильи 99-го гвардейского отдельного разведывательного авиаполка (15-я воздушная армия, Брянский фронт), гвардии капитан. Погиб в 1944 году.

## Достопримечательности
- Церковь в честь образа Пресвятой Богородицы «Неопалимая Купина» — деревня Упино (церковь в стадии строительства.)